# José Enrique de la Peña
Jose Enrique de la Peña (1807 – 1841 o 1842) è stato un militare messicano, colonnello dell'esercito.
Sotto gli ordini del generale Antonio López de Santa Anna, partecipò all'assedio di Fort Alamo nel 1836. Nel 1955 Jesús Sanchez Garza pubblicò un libro, presentato come le memorie del colonnello, intitolato La Rebellion de Texas—Manuscrito Inedito de 1836 por un Ofical de Santa Anna (in italiano La ribellione del Texas-Manoscritto inedito del 1836 di un ufficiale di Santa Anna) in cui racconta come David Crockett sarebbe morto durante l'assedio.